# Johnstown Flood National Memorial
Le Johnstown Flood National Memorial est un mémorial national américain désigné comme tel le 31 août 1964. Il protège des sites du comté de Cambria, en Pennsylvanie, relatifs à l'inondation de Johnstown de 1889, parmi lesquels la South Fork Fishing and Hunting Club Clubhouse et la Unger House. Il est inscrit au Registre national des lieux historiques depuis le 15 octobre 1966.